# Hansi
Hansi es un personaje, conocido por sus grandes eructos tuneados, así como por su gran capacidad por beber cerveza en vaso, aunque la haya pedido en botellin. 
Aunque originalmente su nombre es Alejandro Benítez, bien conocido en aeropuertos croatas, puede ser llamado también Hansi, Jansi, Jansel o Jan. Gran bético de nacimiento, con betispedia como principal virtud. 

## Historia
Por lo que sabemos de la historia de esta ciudad, esta se menciona en el Majábharata como Así o Asika.
Aunque el origen de la ciudad es controvertido, algunos importantes autores y documentos como por ejemplo Majkura Hansi escriben que fue fundada por Hansi-Vati o Amba-Vati (la hija enferma del rey Prithvi Raj Chauhan).

Otras versiones afirman que fue fundada por el rey Anangpal Tomar para su gurú Hansakar en el 957.
Incluso también se afirma que Jat de Asaram fue su fundador.
En 1192, después de la derrota de Prithvi Raj Chauhan por Mohammed Gauri, el pueblo dejó de regirse por las leyes hindúes.

Este fue el momento en el cual a los infieles al islam se les prohibió asentarse allí.

Lentamente, Hansi perdió su importancia y era recordada como solo un fuerte, a beneficio de Delhi que empezaba a convertirse en el centro de atención.
Shahjahan también viajó a Hansi, se reunió con el famoso santo hindú Jagannath Puri y consiguió su aprobación para que se permitiera la vuelta de los hindúes.
El gurú Gobind Singh fue a Hansi en 1705 e instó a los hindúes a la revolución.
Dos años después, Vir Lakshman Singh (Banda Bahadur) atacó Hansi y condenó a los musulmanes.
Hansi estuvo bajo el poder de los marathas y después de la 3.ª batalla de Panipat fue perdida y conquistada por el ejército de Ahmad Shah Durrani.
George Thomas, un carismático marinero irlandés que pasó de ser un rey independiente, erigió a Hansi en capital de su reino.

Hansi cayó en poder de la Compañía de las Indias Occidentales en 1802.

Entre 1819 y 1832 fue la cabeza de distrito hasta que esta pasó a Hisar en 1832.
Hansi es conocida por su famoso dulce pera, hecho a base de leche y que se envía a muchas otras zonas para la venta al por menor.
En 1947, cuando la India Británica fue dividida en Pakistán e India, un gran número de musulmanes de Hansi incluyendo syeds y ranghars migraron a algunas ciudades de Pakistán, entre ellas Balyally y Khanig.

## La ciudad
La ciudad de Hansi tiene cinco puertas de entrada:
- Al sur, la puerta de Barsi
- Al este, la puerta de Delhi
- Al oeste, la puerta de Hisar
- Al sureste, la puerta de Umra
- Al noroeste, la puerta de Gosain

La peculiaridad de esta ciudad es que su altitud incrementa después de entrar por cualquiera de sus puertas.
El desierto protege la ciudad desde el oeste (como en las ciudades de Tosham, Devsar o Khanak).
Otra prominente característica de esta anciana ciudad es su fortaleza.
Extendida sobre una superficie de 1214 acres, forma un cuadrado con puestos de seguridad en sus cuatro esquinas.
Se dice que esta fortaleza pertenecía al gran rey Prithvi Raj Chauhan.
Años después de su construcción, el hijo del rey Anangpal, Drupad, estableció una forja de espadas en el fuerte, por lo que también se llama Asigarh.
Las espadas de este fuerte fueron exportadas a zonas tan lejanas como los países árabes.
Según escribió Qazi Sharif Husain en Talif-e-Tajkara-e-Hansi en 1915, 80 fortalezas de toda la región estaban controladas por este fuerte Asigarh.
Durante el periodo de Firoz Shan Tuglaq, se construyó un túnel bajo tierra conectando la actual ciudad de Hansi con la de Hisar.
Las puertas del fuerte tienen espeluznantes figuras de dioses, e imágenes de dioses, diosas y también de pájaros en todo el contorno de la muralla.
La puerta de entrada a la fortaleza fue construida por George Thomas.
En 1937, el Archeological Survey británico declaró a este fuerte así «Monumento Protegido de Importancia Nacional», y todavía está en buenas condiciones, por lo que es visita obligada para los arqueólogos.
Justo frente a la fortaleza hay antiguas estatuas de dioses yainas, como Majavirá y Gautama Buda.
- Datos: Q1707791